# Mallory Comerford
Mallory Comerford (Kalamazoo, 6 september 1997) is een Amerikaanse zwemster.

## Carrière
Bij haar internationale debuut, op de wereldkampioenschappen kortebaanzwemmen 2016 in Windsor, eindigde Comerford als vijfde op de 200 meter vrije slag. Samen met Amanda Weir, Kelsi Worrell en Madison Kennedy veroverde ze de wereldtitel op de 4x100 meter vrije slag, op de 4x100 meter wisselslag legde ze samen met Alexandra Deloof, Lilly King en Kelsi Worrell beslag op de wereldtitel. Samen met Leah Smith, Sarah Gibson en Madisyn Cox sleepte ze de zilveren medaille in de wacht op de 4x200 meter vrije slag. Op de 4x50 meter vrije slag zwom ze samen met Katrina Konopka, Alexandra Deloof en Marta Ciesla in de series, in de finale eindigde Konopka samen met Amanda Weir, Kelsi Worrell en Madison Kennedy op de vierde plaats. Samen met Alexandra Deloof, Cody Miller en Matthew Josa zwom ze in de series van de 4x50 meter wisselslag gemengd, in de finale behaalden Thomas Shields, Lilly King, Kelsi Worrell en Michael Chadwick de wereldtitel. Voor haar aandeel in de series werd Comerford beloond met de gouden medaille.
Op de wereldkampioenschappen zwemmen 2017 in Boedapest eindigde de Amerikaanse als vierde op de 100 meter vrije slag. Op de 4x100 meter vrije slag veroverde ze samen met Kelsi Worrell, Katie Ledecky en Simone Manuel de wereldtitel, samen met Leah Smith, Melanie Margalis en Katie Ledecky werd ze wereldkampioene op de 4x200 meter vrije slag. Op de 4x100 meter wisselslag zwom ze samen met Olivia Smoliga, Katie Meili en Sarah Gibson in de series, in de finale legden Kathleen Baker, Lilly King, Kelsi Worrell en Simone Manuel beslag op de wereldtitel. Voor haar inspanningen in de series ontving Comerford eveneens de gouden medaille. Samen met Caeleb Dressel, Nathan Adrian en Simone Manuel behaalde ze de wereldtitel op de 4x100 meter vrije slag gemengd. Op de 4x100 meter wisselslag gemengd zwom ze samen met Ryan Murphy, Kevin Cordes en Kelsi Worrell in de series, in de finale sleepten Matt Grevers, Lilly King, Caeleb Dressel en Simone Manuel de wereldtitel in de wacht. Voor haar aandeel in de series werd Comerford beloond met de gouden medaille.
Tijdens de Pan-Pacifische kampioenschappen zwemmen 2018 in Tokio eindigde Comerford als vierde op de 100 meter vrije slag, als vijfde op de 100 meter vlinderslag en als negende op de 50 meter vrije slag. Samen met Margo Geer, Kelsi Dahlia en Simone Manuel veroverde ze de zilveren medaille op de 4x100 meter vrije slag. In Hangzhou nam ze deel aan de wereldkampioenschappen kortebaanzwemmen 2018. Op dit toernooi behaalde ze de zilveren medaille op de 200 meter vrije slag en de bronzen medaille op de 100 meter vrije slag, op de 50 meter vrije slag eindigde ze op de vierde plaats. Op de 4×50 meter vrije slag legde ze samen met Madison Kennedy, Kelsi Dahlia en Erika Brown beslag op de wereldtitel, samen met Olivia Smoliga, Lia Neal en Kelsi Dahlia werd ze wereldkampioen op de 4×100 meter vrije slag. Op zowel de 4×50 meter wisselslag als de 4×100 meter wisselslag sleepte ze samen met Olivia Smoliga, Katie Meili en Kelsi Dahlia de wereldtitel in de wacht. Samen met Caeleb Dressel, Ryan Held en Kelsi Dahlia veroverde ze de wereldtitel op de 4×50 meter vrije slag gemengd.
Op de wereldkampioenschappen zwemmen 2019 in Gwangju eindigde de Amerikaanse als zevende op de 100 meter vrije slag. Op de 4×100 meter vrije slag behaalde ze samen met Abbey Weitzeil, Kelsi Dahlia en Simone Manuel de zilveren medaille. Samen met Olivia Smoliga, Melanie Margalis en Katie McLaughlin zwom ze in de series van de 4×100 meter wisselslag, in de finale legden Regan Smith, Lilly King, Kelsi Dahlia en Simone Manuel beslag op de wereldtitel. Op de 4×100 meter vrije slag werd ze samen met Caeleb Dressel, Zach Apple en Simone Manuel wereldkampioen. Samen met Matt Grevers, Andrew Wilson en Kelsi Dahlia zwom ze in de series van de 4×100 meter wisselslag gemengd, in de finale sleepten Ryan Murphy, Lilly King, Caeleb Dressel en Simone Manuel de zilveren medaille in de wacht. Voor haar aandeel in de series van de twee wisselslagestafettes ontving Comerford een gouden en een zilveren medaille.

## Internationale toernooien
| Jaar | Olympische Spelen | WK langebaan | WK kortebaan | PanPacs                                                                                                  | Pan-Ams       |
| ---- | ----------------- | --- | --- | --- | ------------- |
| 2016 | geen deelname     | | 5e 200m vrije slag · 4e 4x50m vrije slag · Comerford zwom enkel de series · 4x100m vrije slag · 4x200m vrije slag · 4x100m wisselslag · 4x50m wisselslag gemengd · Comerford zwom enkel de series | |               |
| 2017 |                   | 4e 100m vrije slag · 4x100m vrije slag · 4x200m vrije slag · 4x100m wisselslag · Comerford zwom enkel de series · 4x100m vrije slag gemengd · 4x100m wisselslag gemengd · Comerford zwom enkel de series | | |               |
| 2018 |                   | | 4e 50m vrije slag · 100m vrije slag · 200m vrije slag · 4x50m vrije slag · 4x100m vrije slag · 4x200m vrije slag · 4x50m wisselslag · 4x100m wisselslag · 4x50m vrije slag gemengd                | 9e 50m vrije slag · 4e 100m vrije slag · serie 200m vrije slag · 5e 100m vlinderslag · 4x100m vrije slag |               |
| 2019 |                   | 7e 100m vrije slag · 4×100m vrije slag · 4×100m wisselslag · Comerford zwom enkel de series · 4×100m vrije slag gemengd · 4×100m wisselslag gemengd · Comerford zwom enkel de series                     | | | geen deelname |

## Persoonlijke records
Bijgewerkt tot en met 28 juli 2020
Kortebaan
| Afstand         | Tijd    | Datum            | Plaats   |
| --------------- | ------- | ---------------- | -------- |
| 50m vrije slag  | 23,83   | 15 december 2018 | Hangzhou |
| 100m vrije slag | 51,63   | 13 december 2018 | Hangzhou |
| 200m vrije slag | 1.51,81 | 11 december 2018 | Hangzhou |

Langebaan
| Afstand          | Tijd    | Datum            | Plaats       |
| ---------------- | ------- | ---------------- | ------------ |
| 50m vrije slag   | 24,80   | 12 augustus 2018 | Tokio        |
| 100m vrije slag  | 52,59   | 23 juli 2017     | Boedapest    |
| 200m vrije slag  | 1.56,95 | 28 juni 2017     | Indianapolis |
| 100m vlinderslag | 57,95   | 27 juli 2018     | Irvine       |